# Niedrigwasseraufhöhung

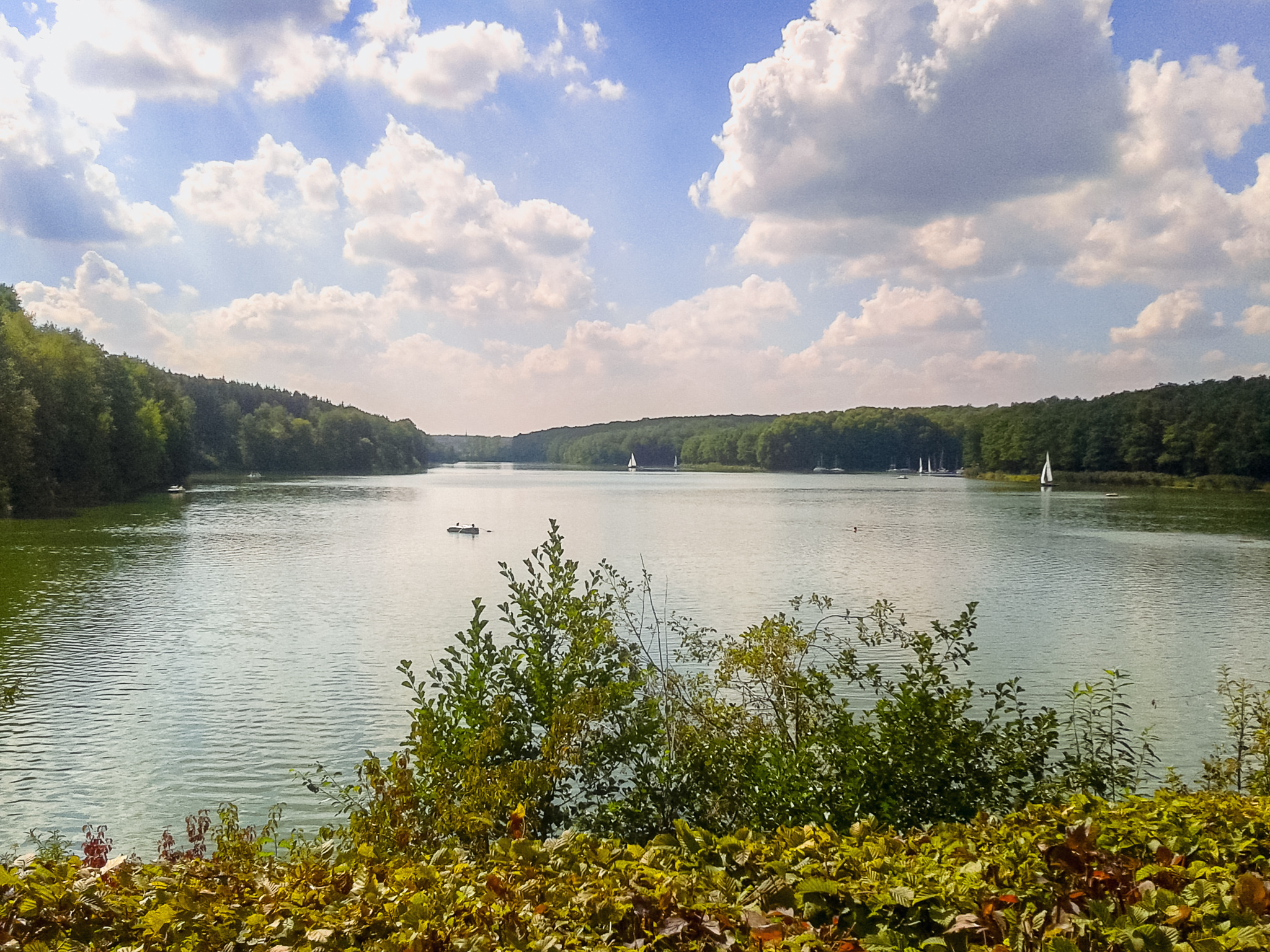
Ellertshäuser See, Stausee zur Niedrigwasseraufhöhung

Eine Niedrigwasseraufhöhung soll schiffbaren Flüssen auch in regenarmen Zeiten, insbesondere in den Sommermonaten, ausreichend Wasser zur Verfügung stellen, so dass der Schiffsverkehr nicht eingestellt werden muss.
Hierzu wurden meist an den Zuflüssen Talsperren oder Stauseen errichtet, die das Wasser der niederschlagsreichen Winter- und Frühjahrsmonate auffangen und bei längerer Trockenheit entsprechend an die Fließgewässer weitergeben. Sie ist fast vergleichbar mit einem Hochwasserschutz, wobei hier die Stauseen in erster Linie errichtet wurden, um das Wasser der niederschlagsreichen Monate zum Schutz vor Überflutungen der an den Flüssen gelegenen Ortschaften zunächst zurückzuhalten und erst später dosiert abzugeben.
In nicht-schiffbaren Gewässern kann die Niedrigwasseraufhöhung auch der Verbesserung der ökologischen Verhältnisse dienen.
So setzt sie zum Beispiel die durch Abwassereinleitungen erhöhten Schadstoffkonzentrationen im Gewässer durch Verdünnung herab.